# Pieńki Kościelskie
Pieńki Kościelskie – wieś w Polsce położona w województwie kujawsko-pomorskim, w powiecie radziejowskim, w gminie Osięciny.

## Podział administracyjny
W latach 1975–1998 miejscowość administracyjnie należała do województwa włocławskiego.

## Demografia
Według Narodowego Spisu Powszechnego (III 2011 r.) liczyła 177 mieszkańców. Jest trzynastą co do wielkości miejscowością gminy Osięciny.